# Satis est equitem mihi plaudere
La locuzione latina Satis est equitem mihi plaudere deriva da una satira di  Orazio (Satire, I, 10, 76) e letteralmente significa " mi basta che applaudano i cavalieri".
 
La protagonista della satira citata è la celebre comica e mima Arbuscola, del secolo I a.c., che appunto rispose così, in maniera audace, ai fischi del pubblico ; si cita a volte per affermare il proprio disprezzo verso le critiche provenienti da persone relativamente ignoranti, nella convinzione (o nell'illusione) di rivolgersi ad un uditorio culturalmente o socialmente più elevato. 
 
Viene usato anche in maniera dispregiativa, riferito a chi utilizza la propria arte solo per ingraziarsi i favori dei potenti.

La locuzione viene citata anche nella biografia di Jane Austen "A Memoir of Jane Austen"  scritta nel 1869 dal nipote James Edward Austen-Leigh.